# 波頓峰

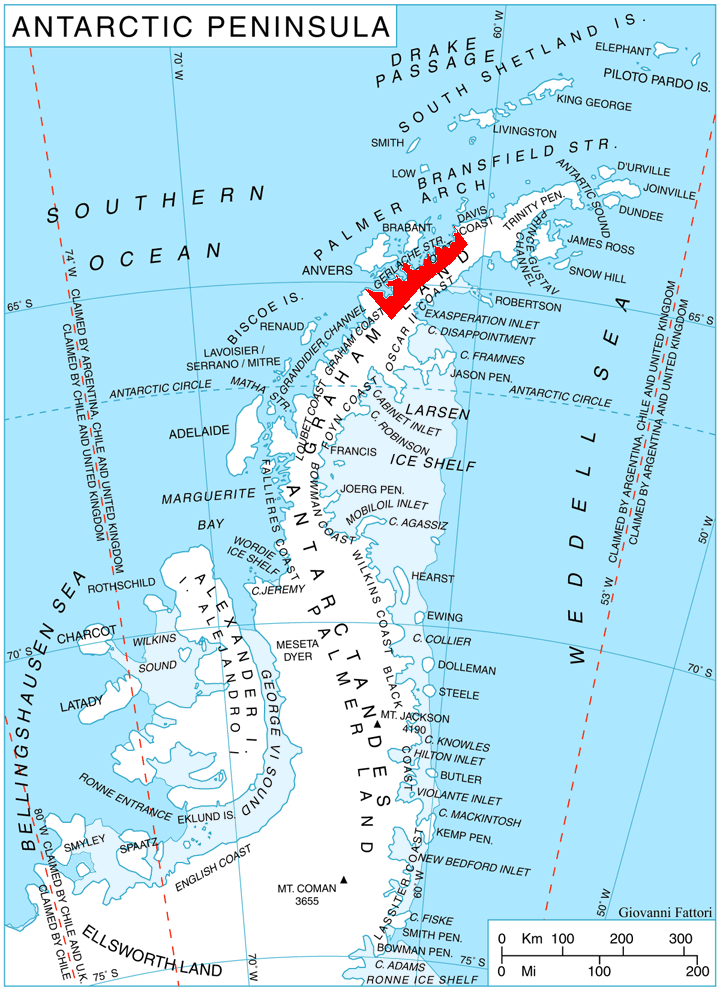

波頓峰（英語：Boulton Peak）是南極洲的山峰，座標64°6′S 60°42′W，位於葛拉漢地的柯蒂斯灣東南部，海拔高度1,050米（3,440英尺），該山峰根據英國公司拍攝的空中照片被繪入地圖，以該國的副翼發明家命名。

## 外部連結
- SCAR Composite Gazetteer of Antarctica（页面存档备份，存于）.

64°6′S 60°42′W / 64.100°S 60.700°W